# Манастир Светог Александра Невског у Угљевику
Манастир Светог Александра Невског се налази у Угљевику, поред магистралног пута Бијељина-Тузла, у непосредној близини Управне зграде Рудника и Термоелектране Угљевик, на реци Јањи, око 3 километра од центра Угљевика у правцу Тузле.

## Историјат
Манастир је основан од стране Оружаних снага Руске Федерације, односно руских војника и официра из ваздушно-десантне бригаде у саставу СФОР-а, који су били распоређени у Угљевику након рата у Босни и Херцеговини, у оквиру мировне мисије. Руски војници су били стационирани у бази која се налазила у кругу Рудника и Термоелектране Угљевик, а у јануару 1996. године бројали су око 1.400 војника.
По благослову Руске Православне Цркве, руски војници су изградили мали дрвени храм ради духовних потреба, који је освећен 12. септембра 1997. године, на празник преноса моштију Светог Александра Невског. Освештање је обавио Епископ красногорски Савва, први предсједник Синодалног одјела Московске Патријаршије за сарадњу са оружаним снагама, уз саслужење Епископа зворничко-тузланског Василија.

## Архитектура и уметност
Храм је изграђен у руском стилу, са димензијама 8 х 5 метара, а радови на изградњи су поверени Мићу Обрадовићу из Угљевичке Обријежи и Аци Пајићу из Угљевика. Иконостас је израдио руски уметник Венијамин Михајлович Сибирскиј, професор на Московском Суриковом институту. Поред храма, саграђен је и звоник у руском стилу, са седам звона која је поклонио тадашњи градоначелник Москве, Јуриј Михајлович Лужков, уз помоћ Епископа Красногорског. На стубовима, касније срушеног, звоника постављене су иконе које је у бронзи израдио чувени руско-грузински уметник Зураб Константинович Церетели.

## Духовна служба
Током боравка руских војника у Угљевику, свештеници и свештеномонаси, који су били распоређени у Босни и Херцеговини, служили су у овом храму. Они су били одређени по благослову Руске Православне Цркве, а међу њима су били јеромонах Феодосиј, јеромонах Иосиф (Микора) и свештеници Василиј и Александар.
После одласка руских миротвораца 2000. године, храм је предан Епархији зворничко-тузланској, а старање над храмом повјерено је парохији Горњозабрђској.

## Развој и обнова
До 2011. године, храму је служио протојереј-ставрофор Јован Мирковић, за чије време је дограђена припрата и урађен темељ за Светосавски дом. По упокојењу оца Јована, свештеник Срђан Васиљевић је преузео парохију, а у време његовог служења изграђен је нови Светосавски дом у руском стилу и ограђена храмовна порта.
Генерална обнова храма извршена је 2019. године, а унутрашњи живопис је израдио Горан Пешић из Чачка. Освећење живописа обавио је Епископ зворничко-тузлански Фотије 1. марта 2020. године.

## Манастир и духовно-културни центар
Одлуком Светог Архијерејског Синода, а благословом Епископа зворничко-тузланског Фотија, 17. јуна 2020. године храм је проглашен за Српски православни манастир Светог Александра Невског. Раније планирани Светосавски дом је проширен дограђивањем поткровља, чиме је постао манастирски конак. У порти храма изграђен је нови звоник. 
Такође, по благослову Епископа Фотија, у манастиру ће бити основан Духовно-културни центар српско-руског пријатељства.

### Присуство моштију Светог Александра Невског
12. септембра 2023. године, манастир је дочекала част да приме део моштију Светог Александра Невског, које је донео Епископ зарајски Константин, викар патријарха московског и све Русије, г. Кирила.

### Настојатељка манастира
Од маја 2023. године, настојатељка манастира је руска монахиња Филотеја, коју је именовао Епископ Фотије. Пре доласка у Епархију зворничко-тузланску, монахиња Филотеја је провела 12 година код моштију Светог Нектарија на острву Егина у Грчкој.